# Circonscription électorale de Las Palmas
La circonscription électorale de Las Palmas est l'une des cinquante-deux circonscriptions électorales espagnoles utilisées comme divisions électorales pour les élections générales espagnoles.
Elle correspond géographiquement à la province de Las Palmas.

## Historique
Elle est instaurée en 1977 par la loi pour la réforme politique puis confirmée avec la promulgation de la Constitution espagnole qui précise à l'article 68 alinéa 2 que chaque province constitue une circonscription électorale.

## Congrès des députés

### Synthèse
|             |       | 1977 | 1979 | 1982 | 1986 | 1989 | 1993 | 1996 | 2000 | 2004 | 2008 | 2011 | 2015 | 2016 | 04/19 | 11/19 | 2023 |
| ----------- | ----- | ---- | ---- | ---- | ---- | ---- | ---- | ---- | ---- | ---- | ---- | ---- | ---- | ---- | ----- | ----- | ---- |
| UCD         |       | 5    | 4    | 1    |      |      |      |      |      |      |      |      |      |      |       |       |      |
| UPC         |       |      | 1    |      |      |      |      |      |      |      |      |      |      |      |       |       |      |
| AP & alliés |       |      |      | 2    | 2    |      |      |      |      |      |      |      |      |      |       |       |      |
| CDS         |       |      |      |      | 2    | 2    |      |      |      |      |      |      |      |      |       |       |      |
| CC          |       |      |      |      |      |      | 2    | 2    | 2    | 1    |      | 1    |      |      |       | 1     |      |
| PSOE        |       | 1    | 1    | 3    | 3    | 3    | 2    | 2    | 1    | 3    | 4    | 2    | 2    | 2    | 3     | 3     | 3    |
| PP          |       |      |      |      |      | 2    | 3    | 3    | 4    | 4    | 4    | 5    | 3    | 3    | 2     | 2     | 3    |
| Podemos     |       |      |      |      |      |      |      |      |      |      |      |      | 2    | 2    | 2     | 1     |      |
| Ciudadanos  |       |      |      |      |      |      |      |      |      |      |      |      | 1    | 1    | 1     |       |      |
| Vox         |       |      |      |      |      |      |      |      |      |      |      |      |      |      |       | 1     | 1    |
| Sumar       |       |      |      |      |      |      |      |      |      |      |      |      |      |      |       |       | 1    |
|             |       |      |      |      |      |      |      |      |      |      |      |      |      |      |       |       |      |
| Total       | Total | 6    | 6    | 6    | 7    | 7    | 7    | 7    | 7    | 8    | 8    | 8    | 8    | 8    | 8     | 8     | 8    |

### 1977
| Parti | Parti | Députés |
| ----- | ----- | --- |
| UCD   |       | Fernando Bergasa Perdomo, José Miguel Bravo de Laguna Bermúdez, Nicolás Díaz-Saavedra Morales, César Llorens Bargés, Rafael Martín Hernández |
| PSOE  |       | Jerónimo Saavedra |

### 1979
| Parti | Parti | Députés                                                                                                   |
| ----- | ----- | --- |
| UCD   |       | Fernando Bergasa Perdomo, José Miguel Bravo de Laguna Bermúdez, Antonio Márquez Fernández, Lorenzo Olarte |
| PSOE  |       | Jerónimo Saavedra                                                                                         |
| UPC   |       | Fernando Sagaseta Cabrera                                                                                 |

### 1982
| Parti  | Parti | Députés                                                              |
| ------ | ----- | -------------------------------------------------------------------- |
| PSOE   |       | Juan Alfonso Pérez, Manuel Medina Ortega, Ángel Luis Sánchez Bolaños |
| AP-PDP |       | Manuel Fernández-Escandón Álvarez, Paulino Montesdeoca Sánchez       |
| UCD    |       | José Miguel Bravo de Laguna Bermúdez                                 |

### 1986
| Parti | Parti | Députés                                                                  |
| ----- | ----- | ------------------------------------------------------------------------ |
| PSOE  |       | Manuel Medina Ortega, José María García Quer, Ángel Luis Sánchez Bolaños |
| CP    |       | Paulino Montesdeoca Sánchez, José Miguel Bravo de Laguna Bermúdez        |
| CDS   |       | Lorenzo Díaz Aguilar, José Antonio Santos Miñón                          |

- Manuel Medina Ortega est remplacé en juin 1987 par Juan Alfonso Pérez.

### 1989
| Parti | Parti | Députés                                                                   |
| ----- | ----- | ------------------------------------------------------------------------- |
| PSOE  |       | Oscar Bergasa Perdomo, José María García Quer, Ángel Luis Sánchez Bolaños |
| PP    |       | Paulino Montesdeoca Sánchez, Felipe Baeza Betancort                       |
| CDS   |       | Lorenzo Díaz Aguilar, José Antonio Santos Miñón                           |

### 1993
| Parti | Parti | Députés                                                                         |
| ----- | ----- | ------------------------------------------------------------------------------- |
| PP    |       | José Macías Santana, María Bernarda Barrios Curbelo, Nicolás Villalobos de Paiz |
| PSOE  |       | Carmelo Artiles Bolaños, Blas Gabriel Trujillo Oramas                           |
| CC    |       | José Carlos Mauricio Rodríguez, Lorenzo Olarte                                  |

- José Macías Santana est remplacé en juillet 1995 par Antonio Vicente Hormiga Alonso.
- Lorenzo Olarte est remplacé en juillet 1995 par Paula Monzón Suárez.

### 1996
| Parti | Parti | Députés                                                                         |
| ----- | ----- | ------------------------------------------------------------------------------- |
| PP    |       | María Bernarda Barrios Curbelo, José Jiménez Suárez, Antonio Luis Medina Toledo |
| PSOE  |       | Jerónimo Saavedra, Blas Gabriel Trujillo Oramas                                 |
| CC    |       | José Carlos Mauricio Rodríguez, Jesús José Gómez Rodríguez                      |

- Jerónimo Saavedra est remplacé en septembre 1999 par Lucía Sebastiana Ruiz Saavedra.

### 2000
| Parti | Parti | Députés                                                                                               |
| ----- | ----- | --- |
| PP    |       | María Bernarda Barrios Curbelo, José Jiménez Suárez, Águeda Montelongo González, Cándido Reguera Díaz |
| CC    |       | María del Mar Julios, José Carlos Mauricio Rodríguez                                                  |
| PSOE  |       | Juan Fernando López Aguilar                                                                           |

- María Bernarda Barrios Curbelo est remplacée en décembre 2002 par María del Mar Arévalo Araya.
- José Jiménez Suárez est remplacé en avril 2003 par María del Carmen Castellano Rodríguez.
- María del Mar Julios est remplacée en juin 2003 par Ángel Andrónico Pérez Tabares.
- José Carlos Mauricio Rodríguez est remplacé juillet 2003 par María Soledad Monzón Cabrera.
- Águeda Montelongo González est remplacé en juin 2003 par Ana María Guerra Galván.

### 2004
| Parti | Parti | Députés                                                                                             |
| ----- | ----- | --------------------------------------------------------------------------------------------------- |
| PP    |       | María del Carmen Castellano Rodríguez, Mercedes Roldós, Pilar González Segura, Cándido Reguera Díaz |
| PSOE  |       | Olivia Cedrés Rodríguez, Juan Fernando López Aguilar, Pilar Grande Pesquero                         |
| CC    |       | Román Rodríguez Rodríguez                                                                           |

- María del Carmen Castellano Rodríguez est remplacée en mars 2005 par Guillermo Mariscal.
- Olivia Cedrés Rodríguez est remplacée en juin 2007 par Gustavo Adolfo Santana Martel.
- Mercedes Roldós est remplacé en juin 2007 par Daniel Nuevo Hildago.
- Juan Fernando López Aguilar est remplacé en juin 2007 par Juan Bernardo Fuentes Curbelo.

### 2008
| Parti | Parti | Députés                                                                                                |
| ----- | ----- | --- |
| PSOE  |       | Juan Fernando López Aguilar, Pilar Grande Pesquero, Miguel González Rodríguez, Rosa Bella Cabrera Noda |
| PP    |       | María del Carmen Guerra Guerra, Guillermo Mariscal, Cándido Reguera Díaz, Pilar González Segura        |

- Juan Fernando López Aguilar (PSOE) est remplacé en septembre 2009 par Ángel Víctor Torres Pérez.
- Cándido Reguera (PP) est remplacé en février 2010 par José María Ponce Anguita.

### 2011
| Parti | Parti | Députés |
| ----- | ----- | --- |
| PP    |       | José Manuel Soria, Matilde Asian, Guillermo Mariscal, Celia Alberto Pérez, Francisco Domingo Cabrera García |
| PSOE  |       | Sebastián Franquis, Pilar Grande Pesquero                                                                   |
| CC-NC |       | Pedro Quevedo                                                                                               |

### 2015
| Parti   | Parti | Députés                                              |
| ------- | ----- | ---------------------------------------------------- |
| PP      |       | José Manuel Soria, Matilde Asian, Guillermo Mariscal |
| PSOE    |       | Sebastián Franquis                                   |
| NC      |       | Pedro Quevedo                                        |
| Podemos |       | Meri Pita, María Victoria Rosell Aguilar             |
| Cs      |       | Saúl Ramírez Freire                                  |

- José Manuel Soria (PP) est remplacé en avril 2016 par Francisco Domingo Cabrera García.

### 2016
| Parti   | Parti | Députés                                                   |
| ------- | ----- | --------------------------------------------------------- |
| PP      |       | Carmen Hernández Bento, Matilde Asian, Guillermo Mariscal |
| PSOE    |       | Sebastián Franquis                                        |
| NC      |       | Pedro Quevedo                                             |
| Podemos |       | Meri Pita, Carmen Valido Pérez                            |
| Cs      |       | Saúl Ramírez Freire                                       |

- Matilde Pastora (PP) est remplacée en novembre 2016 par Celia Alberto Pérez.

### Avril 2019
| Parti | Parti | Députés                                                              |
| ----- | ----- | -------------------------------------------------------------------- |
| PSOE  |       | Elena Máñez Rodríguez, Luc André Diouf Dioh, Ariagona González Pérez |
| UP    |       | María Victoria Rosell Aguilar, Meri Pita                             |
| PP    |       | Guillermo Mariscal, Carmen Hernández Bento                           |
| Cs    |       | Saúl Ramírez Freire                                                  |

### Novembre 2019
| Parti | Parti | Députés                                                              |
| ----- | ----- | -------------------------------------------------------------------- |
| PSOE  |       | Elena Máñez Rodríguez, Luc André Diouf Dioh, Ariagona González Pérez |
| PP    |       | Guillermo Mariscal, Auxiliadora Pérez                                |
| UP    |       | María Victoria Rosell Aguilar                                        |
| Vox   |       | Andrés Alberto Rodríguez Almeida                                     |
| NC    |       | Pedro Quevedo                                                        |

- Andrés Alberto Rodríguez Almeida (Vox) siège à la place de José María Vázquez Álvarez, qui a refusé de siéger.
- Elena Máñez (PSOE) est remplacée en février 2020 par Juan Bernardo Fuentes Curbelo.
  - Juan Bernardo Fuentes (PSOE) est remplacé en février 2023 par José Francisco Duque Morán.
- Victoria Rosell (UP) est remplacée en février 2020 par Meri Pita.
- Pedro Quevedo (NC) est remplacé en juillet 2022 par María Fernández Pérez (CC), conformément à l'accord électoral entre Coalition canarienne (CC) et Nouvelles Canaries (NC).

### 2023
| Parti | Parti | Députés                                                                                      |
| ----- | ----- | -------------------------------------------------------------------------------------------- |
| PSOE  |       | María Dolores Corujo Berriel, Luc André Diouf Dioh, Ada Santana Aguilera                     |
| PP    |       | Jimena Mercedes Delgado-Taramona Hernández, Guillermo Mariscal, Carlos Alberto Sánchez Ojeda |
| Vox   |       | Andrés Alberto Rodríguez Almeida                                                             |
| Sumar |       | Noemí Santana Perera                                                                         |